# 데이비드 모이스
데이비드 윌리엄 모이스(영어: David William Moyes, 1963년 4월 25일 ~ )는 스코틀랜드의 전 축구 선수다.

## 감독 생활
1998년에 프레스턴 노스 엔드에서 감독 생활을 시작한 모이스는 강등 위기에 있던 팀을 구해내는 등 뛰어난 팀 감독 능력을 보였다.
2002년 3월 14일에 에버턴으로 옮겨온 모이스 감독은 2004-2005 시즌에 몇 시즌 동안 성적에 기복을 보이던 에버턴을 프리미어리그 4위에 올려놓으며 팀에 챔피언스리그 출전 자격을 선사하는 위업을 달성했다.
2013년에 맨체스터 유나이티드의 알렉스 퍼거슨 감독의 은퇴에 따라 맨체스터 유나이티드의 새로운 사령탑으로 선출되었다.
그러나, 성적 부진과 그 외의 톰 클레버리, 리오 퍼디난드의 항명 문제로 인해 리그 성적이 7위로 떨어졌고, 멘체스터 유나이티드가 유럽대회에 나서지 못하게 되자 결국 9개월 만인 2014년 4월 22일 맨유는 모예스를 경질하기에 이른다. 이후 시즌 종료까지 라이언 긱스가 감독 대행을 맡게 되었다.
그 이후, 레알 소시에다드의 감독으로 선임됐다. 부임 당시 강등권이었던 레알 소시에다드를 중위권으로 올려놓고, FC 바르셀로나를 잡는 등 본인의 능력을 발휘하고 있다. 그러나 성적 부진으로 2015년 11월에 소시에다드에서 경질당했다.

## 수상 경력

### 선수
- 스코티시 프리미어십 : 1981-82
- EFL 트로피 : 1985-86
- 풋볼리그 서드 디비전 : 1995-96

### 감독
- 풋볼리그 세컨드 디비전 : 1999-00
- FA 커뮤니티쉴드 : 2013
- UEFA 유로파 컨퍼런스리그 : 2022-23

### 개인
- LMA 올해의 감독 : 2002–03, 2004–05, 2008–09
- 프리미어리그 이 달의 감독 10회